# Sabine Bethmann
Pour les articles homonymes, voir Bethmann.
Sabine Bethmann (née le 25 octobre 1929 à Tilsit et morte le 8 novembre 2021 à Berlin est une actrice allemande.

## Biographie
Après une formation de physiothérapeute, elle devient mannequin photo et est découverte pour le cinéma à 24 ans. Elle se fait connaître avec Waldwinter. Elle devient une actrice recherchée pour des personnages féminins sympathiques dans les films parfois joyeux, parfois mélodramatiques du boom économique allemand. En 1959, elle part à Hollywood, pour être le rôle féminin principal dans le film Spartacus, réalisé par Anthony Mann. Mais après que Stanley Kubrick reprend le projet, Bethmann est remplacée par Jean Simmons, malgré le plaidoyer de l'acteur principal et producteur Kirk Douglas.
Bethmann revient en Allemagne et au cinéma deux ans plus tard et obtient ses rôles les plus connus. Après son retrait du cinéma en 1970, elle n'a que dans cinq petits et très petits rôles dans des épisodes de séries télévisées. Sabine Bethmann termine sa carrière d'actrice à 52 ans et ne reprend un rôle qu'en 1990 dans le court métrage Kaffeeklatsch aux côtés de ses collègues Edith Schollwer, Gudrun Genest, Klaramaria Skala et Edith Teichmann.

## Filmographie
- 1956 : Waldwinter
- 1956 : Die tödliche Lüge (TV)
- 1956 : Meine Tante – Deine Tante
- 1956 : Das Donkosakenlied
- 1957 : UB 55, corsaire de l'océan (de)
- 1957 : Le Chant du bonheur
- 1957 : J'ai choisi l'enfer (...Y eligió el infierno) de César Ardavín
- 1958 : Sie schreiben mit (série télévisée)
- 1958 : Der Czardas-König
- 1958 : Ne m'oubliez pas (de)
- 1958 : La Main dans le sac
- 1959 : Le Tigre du Bengale
- 1959 : Le Tombeau hindou
- 1959 : Morgen wirst du um mich weinen
- 1959 : Heimat – Deine Lieder
- 1960 : Juanito
- 1962 : Médecin pour femmes (de)
- 1962 : Der Pastor mit der Jazztrompete
- 1963 : Ist Geraldine ein Engel?
- 1963 : Mabuse attaque Scotland Yard
- 1964 : Schwarzer Peter (court métrage TV)
- 1965 : Violence en Oklahoma (Il ranch degli spietati) de Jaime Jesús Balcázar et Roberto Bianchi Montero
- 1965 : Jean (TV)
- 1965 : Mädchen hinter Gittern
- 1965 : Unser Pauker (série télévisée, épisode Die Vertretung)
- 1966 : Angeklagt nach § 218
- 1966 : Intercontinental Express (série télévisée, épisode Des Rätsels Lösung)
- 1966–1967 : Cliff Dexter (série télévisée, 13 épisodes)
- 1967 : Landarzt Dr. Brock (série télévisée, 2 épisodes)
- 1968 : Kiedy miłość była zbrodnią
- 1968 : Erotik auf der Schulbank
- 1968 : Ces diables de collégiens (de)
- 1969 : Finke & Co. (série télévisée, épisode Andere Umstände)
- 1969 : Rire pour guérir
- 1970 : Ces messieurs aux gilets blancs
- 1971 : Doppelgänger (série télévisée, épisode Hilfspolizisten)
- 1971 : Zwanzig Mädchen und die Pauker: Heute steht die Penne kopf
- 1979 : Le Renard (série télévisée, épisode Le doute et la peur)
- 1982 : Manni, der Libero (série télévisée, 2 épisodes)
- 1983 : Rendezvous der Damen (TV)
- 1990 : Kaffeeklatsch (court métrage)

## Source de traduction
- (de) Cet article est partiellement ou en totalité issu de l’article de Wikipédia en allemand intitulé « Sabine Bethmann » (voir la liste des auteurs).